# Meitnerium
Meitnerium (opkaldt efter den østrigske fysiker og matematiker Lise Meitner, tidl. også eka-iridium og unnilennium) er det 109. grundstof i det periodiske system, og har det kemiske symbol Mt: Dette radioaktive overgangsmetal findes ikke i naturen, men kan kun fremstilles ad syntetisk vej i laboratorier.

## Fremstilling af meitnerium
Som andre tilsvarende tunge atomkerner skabes meitnerium i laboratorier ved at lade et "mål" af relativt tunge grundstoffer "beskyde" med accelererede kerner af lettere stoffer. Resultatet af sådanne kollisioner er ganske få atomer af enten meitnerium, eller et andet tungt grundstof som derefter henfalder og danner en isotop af meitnerium. Da man i sagens natur kun kan fremstille uhyre små mængder med denne metode, og stoffet ved dets hurtige henfald hurtigt skifter "identitet", er det vanskeligt at undersøge meitnerium og andre tilsvarende tunge grundstoffers kemiske og fysiske egenskaber.

## Historie
Meitnerium blev første gang syntetiseret den 29. august 1982, af et tysk forskerhold med Peter Armbruster og Gottfried Münzenberg i spidsen. De bombarderede bismuth-209 med accelererede Fe-58-kerner. Syntesen af dette grundstof demonstrerede at kernefusionsteknikker kunne bruges til fremstilling af nye, tungere kerner.
Navnet meitnerium blev foreslået til ære for den østrigske fysiker og matematiker Lise Meitner. I første omgang fik grundstoffet det midlertidige navn unnilennium, og i 1997 blev det nuværende navn endeligt vedtaget.

## Isotoper af meitnerium
Man kender 15 isotoper af meitnerium, som alle er radioaktive, hvoraf 278Mt har den længste halveringstid på cirka en halv time, og med to undtagelser måles de øvrige isotopers halveringstider i sekunder eller millisekunder.